# Metta Lande
Metta Lande, née à Vienne (Autriche) le 13 octobre 1924, est une résistante juive qui a fait partie aux Pays-Bas du groupe Westerweel, puis en France de janvier 1944 à la Libération, du réseau des Hollandais de l'OJC (Organisation juive de combat).

## Biographie

### Enfance
Metta Lande est née à Vienne (Autriche) le 13 octobre 1924, fille de Falik et Slatka Lande. Elle a un frère de deux ans plus âgé.

### Fuite aux Pays-Bas
L'Anschluss en mars 1938 signale le début des persécutions anti-juives en Autriche, et quelques mois plus tard, le 1er juin 1938, le père de Metta est arrêté et déporté à Dachau et Buchenwald. Sa mère commence immédiatement à chercher des moyens pour sauver Metta, âgée alors de 14 ans, et l'envoie, le 10 décembre 1938, dans une maison pour enfants réfugiés à Wassenaar, aux Pays-Bas, avec l'un des Kindertransports. Son frère est envoyé en Palestine avec l'Aliyat Hano'ar. Sa mère arrive à faire libérer son père du camp de Buchenwald et ils partent tous les deux pour la Palestine où ils arrivent en juin 1939. Metta reste « bloquée » aux Pays-Bas à la déclaration de la guerre le 1er septembre.
Metta bientôt rejoint une des hachsharot (en) (camps de pionniers) à Loosdrecht (province d'Utrecht), où les jeunes se préparent à la vie agricole dans la terre d'Israël.
À l'été 1942, avec le début de la déportation des Juifs des Pays-Bas, ces jeunes établissent des contacts avec les membres du « Groupe Westerweel ». Grâce à eux, Metta reçoit de faux papiers, puis est envoyée en août 1942 chez Griet et Hendrik Wentink à Zutphen (province de Gelderland). En mai 1943, environ neuf mois après son arrivée, elle doit changer de cachette et Griet Wentink accompagne Metta chez Dirk et Petronella (Nel) Doets à Loosdrecht. Par la suite, elle est confiée à la famille van Nieuwenhuyzen à Hilversum (province d'Hollande-Septentrionale), où elle reste jusqu'en janvier 1944.

### Résistance
Metta est recrutée par Cor (Max Windmüller), qui fait la liaison pour la résistance entre les Pays-Bas et la France. Elle gagne Toulouse, où elle travaille avec Paul Roitman. Puis elle rejoint le groupe hollandais à Paris, où elle travaille avec Cor et Paula Kaufman. Elle transporte des faux papiers, et est chargée de la liaison entre le groupe hollandais, l'AJ (Armée juive, aussi appelée Organisation Juive de Combat) et le MJS (Mouvement de la Jeunesse Sioniste). Elle utilise les pseudonymes Elisabeth Brinkman et Margareta Lans.
Après l'arrestation de Cor, de Paula Kaufman, et du groupe Westerweel le 18 juillet 1944, Metta reste, à part Ad (Joseph Linnewiel), la seule personne active du groupe hollandais, dont les autres membres ont été déportés. Jusqu'à la Libération, elle collabore avec Jacqueline Gauthier (Judith Geller Markus), Lucien Rubel, Tony Gryn, Simon Levitte, Henry Pohorylès et Jacques Lazarus.

### Après la guerre
Après la Libération de Paris, Metta travaille avec David Shealtiel de l'Agence juive pour l'Aliyah Bet. Elle part elle-même pour la Palestine à la tête d'un groupe de 70 immigrants illégaux. Elle arrive en Terre d'Israël et y retrouve ses parents et son frère.
Elle change son prénom pour celui, avec consonance hébraïque, de Shulamit et se marie avec Hanan (Hans) Röthler (1918-1968), originaire de Breslau (à l'époque en Allemagne, actuellement Wrocław en Pologne), avec qui elle a deux enfants, Doron Röthler et Maya Edri. Elle habite Ramat-Gan, jusqu’à son décès le 23 avril 2017. Elle est enterrée au cimetière Kiriat Shaul à côté de son mari Hanan et de ses parents.